# Kung Fu Hustle
Kung Fu Hustle (chino: 功夫; pinyin: Gōngfū), también llamada Kung Fu Sion o Kung-Fusión (en España e Hispanoamérica), es una comedia de acción de Hong Kong del año 2004, dirigida, producida y protagonizada por Stephen Chow. Otros productores fueron Po Chu Chui y Jeffrey Lau, mientras que el guion fue escrito por Xin Huo, Chan Keung Man y Kan-Cheung Tsang.
Situado en Cantón, China, en la década de 1940 en una ciudad gobernada por la Pandilla del hacha, la historia gira en torno a Sing (Chow), que desesperadamente quiere ser miembro. Se tropieza en un barrio pobre gobernado por los propietarios excéntricos que resultan ser los mayores maestros de kung-fu, que están encubiertos. El reparto cuenta con estrellas como Yuen Wah, Yuen Qiu, Chan Kwok Kwan Danny y Bruce Leung en funciones prominentes.

## Argumento
La acción transcurre en China, en los años 40. La "pandilla del hacha", un poderoso grupo mafioso, dirige gran parte de la ciudad hasta el punto de controlar a la policía. Su jefe es un neurótico que disfruta matar y bailar. Por otra parte, Sing y su compañero son dos jóvenes que viven en la calle de la mejor forma posible, sin trabajar en nada honrado. Su intención es entrar alguna vez en la pandilla del hacha, pero el destino no les parece sonreír. Por último están los habitantes del callejón de la pocilga, un edificio a las afueras donde gente pobre vive en paz. Los dueños del edificio, el casero y la casera dirigen el lugar, entre la irascibilidad de ella y las bromas de él.
Un día, Sing y su amigo se hacen pasar por miembros de la pandilla del hacha en el callejón de la pocilga para aprovecharse de los lugareños, lo cual acaba desembocando en que la pandilla del hacha verdadera llega al lugar y comienzan a atacar a la gente. Sin embargo, la intervención de tres de los vecinos consigue hacer que los mafiosos se vean obligados a marcharse. Se trata de Rosquilla, el panadero (experto en la lucha con el bastón de bambú, Ocho trigramas), el sastre (luchador con anillos de hierro en sus brazos, Puños de hierro) y el mozo de carga (especialista en lucha cuerpo a cuerpo con patadas, Doce patadas). Después de la lucha, la casera les aconseja que se marchen si no quieren atraer más problemas sobre la vecindad, puesto que la pandilla del hacha seguramente volverán. Ellos acuerdan hacerlo.
Por otra parte, el jefe de la pandilla del hacha decide perdonar a Sing y su amigo (a los cuales capturó tras la pelea para darles un escarmiento por suplantarlos) ya que este posee habilidades notables para abrir candados y les pide una prueba de que merecen estar en la banda. Por ello deciden ir a vengarse de los del callejón de la pocilga asesinando a la casera, pero su ineptitud con las armas y la aparición de la mujer frustra nuevamente sus intenciones. Tras huir de la pocilga, Sing se reúne con su amigo, quien se sorprende al ver que en pocos minutos han sanado las heridas recibidas en la pocilga, cosa a la que Sing resta importancia; tras esto relata a su amigo cómo en su infancia perdió interés en el camino del bien tras ser estafado por un vagabundo quien le aseguró tenía el potencial de un guerrero prodigio, si practicaba y lograra desbloquear el flujo de su Chi, convenciéndolo de comprarle un manual de Kung Fu del estilo de La Palma de Buda, con el que practicó e intentó defender a una niña muda de unos chicos, pero resultó golpeado y humillado.
Además, el jefe de los Hachas contrata a dos asesinos a sueldo para que acaben con los tres héroes del callejón de la pocilga. El estilo de estos consiste en una técnica musical, en la que, usando un gran instrumento de cuerda, el guqin, son capaces de lanzar ráfagas de aire que cortan como espadas. Tras una pelea en la que acaban con los tres mencionados habitantes de la vecindad, se las han de ver con el casero, experto en Tai Chi Chuan y algo después con su enfurecida esposa, que muestra su técnica de lucha más devastadora, el rugido del león, un potente grito que destroza todo a su paso. Nuevamente frustrados los planes de destruir el callejón de la pocilga, los dueños del lugar acaban revelando que su verdadera identidad es la de "Romeo Kung" y "Julieta Fu" dos antiguos grandes luchadores de kung fu, que decidieron retirarse para buscar tranquilidad tras la muerte de su hijo en una pelea. Después de ser golpeado por un oficinista a quien intentó asustar, Sing se desquita atacando y robando a una muchacha muda que manejaba un carrito de bebidas y helados. Por lengua de signos ésta le hace comprender que es la niña que años atrás intentó defender y que no lo ha olvidado, pero Sing rehúsa salir de su papel de villano prefiriendo ignorarla y huir con el dinero de la chica, aunque su conciencia le remuerde por ello. Posteriormente furioso consigo mismo insulta a su amigo, lo amenaza para que se separe de él y vuelva a la vida honrada por lo que queda solo.
Tras su último fracaso, el jefe de la pandilla del hacha llama a Sing y le asigna la misión de sacar de un hospital psiquiátrico a Espíritu Nefasto de la Nube Roja, el más peligroso asesino de todos los tiempos, también conocido como "La Bestia", para que acabe con los caseros. Estos a su vez van a su encuentro en el local perteneciente a la banda. Tras una larga pelea donde Nefasto/La Bestia hiere gravemente a la pareja, los caseros solo se salvan gracias a que Sing en último momento cambia de bando y provoca a Nefasto dándoles tiempo de escapar mientras este lo golpea casi hasta la muerte. Tras huir al callejón de la pocilga, llevándose al muchacho en agradecimiento por intentar protegerlos, intentan salvar su vida con medicina tradicional, descubriendo en el proceso que los golpes del asesino han desbloqueado el flujo del Chi de Sing, permitiéndole liberar su potencial y alcanzar un nivel de combate inimaginable, demostrando que el mendigo que conoció en su niñez decía la verdad y era un prodigio de las artes marciales: "el elegido".
Así pues, cuando Nefasto/La Bestia, ahora al mando de los Hachas tras matar a su jefe, llega a la Pocilga, Sing consigue acabar con todos los sicarios, enzarzándose luego en una pelea con el asesino en la cual, gracias a su velocidad y estilo poco ortodoxo, logra tomar la ventaja; pero obliga a Nefasto a usar su técnica más poderosa, La Rana de la escuela de Kwan con la cual logra enviarlo de un golpe hasta el cielo. Pero Sing aprovecha el impulso y contraataca con la Palma que cae del cielo, el ataque más poderoso del manual que recibiera de niño y que los caseros reconocen como el estilo de pelea de la escuela de La Palma de Buda, el Kung-fu más poderoso de todos, ahora perdido y desconocido. El ataque resulta devastador y deja una gran marca en forma de mano gigante en el lugar donde cae, obligando a Nefasto/La Bestia a pedir clemencia y rendirse para evitar ser impactado por el golpe.
Nefasto/La Bestia intenta atacar a Sing a traición, pero este demuestra estar siempre alerta y aun así esta dispuesto a enseñarle su estilo. Tras ver no solo el poder, sino el espíritu noble de Sing, Nefasto/La Bestia lo reconoce como un genuino maestro y un guerrero superior. Así se acaba el crimen organizado en la zona, Sing se reconcilia con su mejor amigo y ambos abren una tienda de dulces, reencontrándose con la chica que conoció siendo niño, ahora como una persona honrada y dispuesto a aceptar sus verdaderos sentimientos. Finalmente se observa como el vagabundo ha encontrado un niño, cliente de la tienda de Sing, al que reconoce como el siguiente prodigio, por lo que le ofrece el manual de la palma budista, pero éste no muestra interés. Cuando está a punto de irse, el vagabundo le dice que espere, que si no le interesaba ese, tenía muchos más, mostrando varios manuales del mismo estilo que el de la palma budista, pero de otras técnicas.

## Reparto
- Stephen Chow como Sing.
- Huang Shengyi como Fong.
- Chan Kwok-Kwan como Hermano Sum.
- Yuen Wah como Romeo Kung.
- Yuen Qiu como Julieta Fu.
- Leung Siu-Lung como La Bestia.

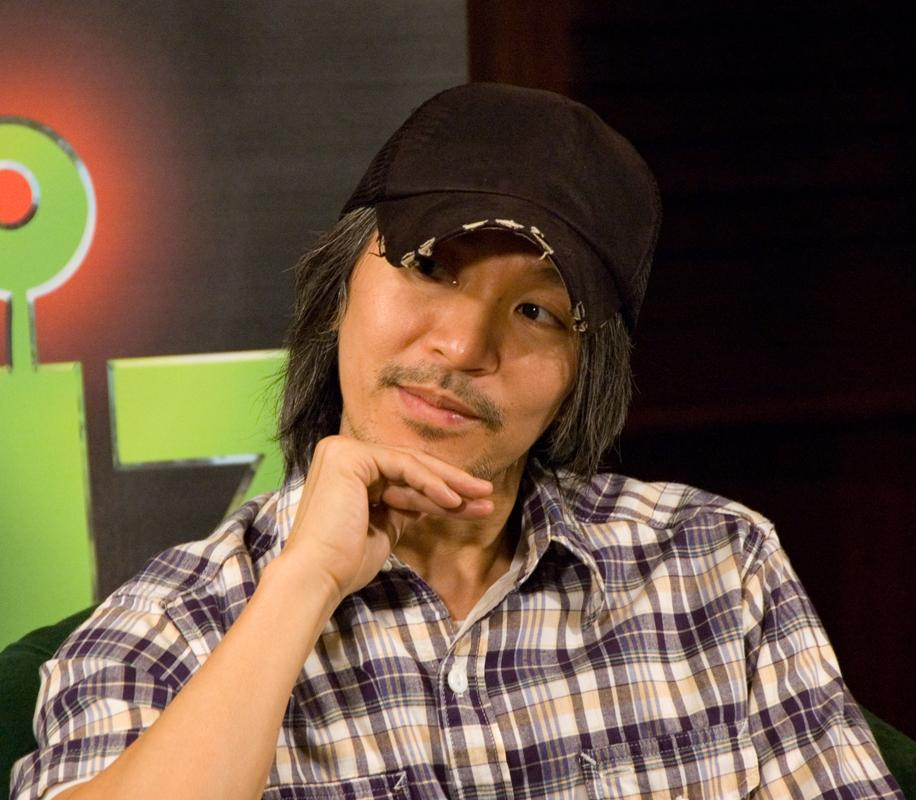
Stephen Chow, protagonista, productor y director de la película

- Lam Tze Chung como Bone (Compañero de Sing).
- Tin Kai-Man como Asesor del Hermano Sum.
- Chiu Chi-ling como Sastre.
- Dong Zhihua como Rosquilla.
- Xing Yu como Coolie el cargador.
- Eva Huang como Fong la vendedora muda.
- He Wen Hui como Jiang Bao el estilista.
- Kai Shi Chen como Jane Dientes de Conejo.
- Kang Xi Jia como Arpista #1.
- Hark-On Fung como Arpista #2.
- Yuen Cheung-Yan como Mendigo.
- Suet Lam como General Pandilla Hacha.
- Feng Xiaogang como Jefe Pandilla Cocodrilo.

## Producción
Después de dirigir el éxito comercial de Shaolin Soccer, Columbia Pictures comenzó a desarrollar la película el año 2002. La película recurre a una gran cantidad de efectos visuales para promover el kung-fu. El estilo de dibujos animados de la película acompañado de música tradicional china se cita a menudo como su característica más llamativa. Aunque en el vídeo promocional se muestra el retorno de un número de jubilados actores de Hong Kong del cine de acción de 1970, está en marcado contraste con otras películas de artes marciales de la misma época que han hecho mayor impacto en Occidente, como Wò hǔ cáng lóng y Héroe.

## Estreno y recepción
La película se estrenó el 23 de diciembre de 2004 en China, y el 25 de enero de 2005 en Estados Unidos. La película recibió comentarios muy positivos con Rotten Tomates dando un 90 % y Metacritic un 78 sobre 100. La película fue un éxito comercial, ya que recaudó US $ 17 millones en Estados Unidos y US $ 84 millones en países extranjeros, en total USD $ 101 millones. La película fue la más taquillera en cifras brutas en la historia de Hong Kong y la décima más alta en cifras brutas como película en lengua extranjera, así como la más taquillera en lengua extranjera en los Estados Unidos en 2005. La película ganó numerosos premios, incluido los Hong Kong Film Awards y los Premios Caballo Dorado. La película revitalizó el interés de los medios en la franquicia, y una secuela de Kung Fu Sion 2 se planeó para 2012, aunque finalmente no se realizó.

## Banda sonora
La mayoría de las canciones fueron compuestas por Raymond Wong e interpretadas por la Orquesta china de Hong Kong.
Aparecen además otros temas, como canciones tradicionales chinas, o música clásica, como la Danza de los Sables, de Aram Jachaturián.